# Premier ministre de l'Abkhazie
Le Premier ministre de l'Abkhazie est le chef du gouvernement de la République d'Abkhazie.

## Liste
| #  | Nom                                 | Début du mandat   | Fin mandat        | Parti politique                                      |
| -- | ----------------------------------- | ----------------- | ----------------- | ---------------------------------------------------- |
| 1  | Guennadi Gagoulia (en) (1er mandat) | Janvier 1995      | 29 avril 1997     | Aucun                                                |
| 2  | Sergueï Bagapch                     | 29 avril 1997     | Décembre 1999     | Aucun                                                |
| 3  | Viatcheslav Tsougba (en)            | 30 décembre 1999  | 30 mai 2001       | Aucun                                                |
| 4  | Anri Jergenia                       | 7 juin 2001       | 29 novembre 2002  | Aucun                                                |
| 5  | Guennadi Gagoulia (2e mandat)       | 29 novembre 2002  | 8 avril 2003      | Aucun                                                |
| 6  | Raul Khadjimba                      | 22 avril 2003     | 6 octobre 2004    | Aucun                                                |
| 7  | Nodar Khachba (en)                  | 6 octobre 2004    | 14 février 2005   | Abkhazie unie                                        |
| 8  | Alexandre Ankvab (1er mandat)       | 14 février 2005   | 13 février 2010   | Aitaira                                              |
| 9  | Sergueï Chamba (en)                 | 13 février 2010   | 27 septembre 2011 | Aucun                                                |
| 10 | Leonid Lakerbaia (en)               | 27 septembre 2011 | 2 juin 2014       | Aitaira                                              |
| —  | Vladimir Delba (en) (intérim)       | 2 juin 2014       | 29 septembre 2014 | Aucun                                                |
| 11 | Beslan Boutba (en)                  | 29 septembre 2014 | 17 mars 2015      | Parti pour le développement économique de l'Abkhazie |
| —  | Chamil Adzynba (en) (intérim)       | 17 mars 2015      | 20 mars 2015      | Aucun                                                |
| 12 | Artur Mikvabia (en)                 | 20 mars 2015      | 26 juillet 2016   | Abkhazie unie                                        |
| —  | Chamil Adzynba (intérim)            | 26 juillet 2016   | 5 août 2016       | Aucun                                                |
| 13 | Beslan Bartsits (en)                | 5 août 2016       | 25 avril 2018     | Aucun                                                |
| 14 | Guennadi Gagoulia (3e mandat)       | 25 avril 2018     | 8 septembre 2018  | Aucun                                                |
| —  | Daour Archba (en) (intérim)         | 8 septembre 2018  | 18 septembre 2018 | Aucun                                                |
| 15 | Valeri Bganba                       | 18 septembre 2018 | 24 avril 2020     | Aucun                                                |
| 16 | Alexandre Ankvab (2e mandat)        | 24 avril 2020     | 19 novembre 2024  | Aitaira                                              |
| —  | Valeri Bganba (intérim)             | 19 novembre 2024  | 3 avril 2025      |                                                      |
| 17 | Vladimir Delba                      | 3 avril 2025      |                   |                                                      |